# Günter Oettel
Günter Oettel ist ein ehemaliger deutscher Skispringer.

## Werdegang
Oettel begann seine Karriere beim Wintersportverein Pobershau. Nach guten Leistungen bei nationalen Auswahlspringen wurde er ins Leistungszentrum zum SC Traktor Oberwiesenthal delegiert. Als Mitglied des Aufbaukaders gewann er bei den DDR-Meisterschaften 1960 hinter Veit Kührt und Harald Pfeffer die Bronzemedaille von der Normalschanze.
Bei seiner ersten und einzigen Vierschanzentournee 1960/61 zeigte Oettel gute Leistungen. So erreichte er nach einem 19. Platz beim Auftaktspringen auf der Schattenbergschanze in Oberstdorf auf der Großen Olympiaschanze in Garmisch-Partenkirchen den 11. Platz, womit er zugleich das beste Einzelresultat bei der Tournee erreichte. In Innsbruck auf der Bergiselschanze landete Oettel auf dem 15. Platz. Seine gute Tourneeleistung bestätigte er als 12. mit einer weiteren Top-20-Platzierung auf der Paul-Außerleitner-Schanze in Bischofshofen. In der Gesamtwertung erreichte er damit den 12. Platz.

## Erfolge

### Vierschanzentournee-Platzierungen
| Saison  | Platz | Punkte |
| ------- | ----- | ------ |
| 1960/61 | 12.   | 822,8  |